# Национальный совет по охране Родины
Национальный совет по охране Родины (араб. المجلس الوطني لحماية الوطن‎, фр. Conseil national pour la sauvegarde de la patrie) — хунта, захватившая власть в Нигере в результате военного переворота 26 июля 2023 года. Захват правительства военной хунтой привёл к продолжающемуся кризису в Нигере в 2023 году.
28 июля 2023 года генерал Абдурахман Тчиани провозгласил себя председателем Национального совета по охране Родины.

## Создание
Вечером 26 июля 2023 года старший полковник ВВС Нигера Амаду Абдараман выступил по государственному телеканалу Теле Сахель, с заявлением о том, что президент Мохамед Базум, который ранее был задержан национальной гвардией в своей официальной резиденции в столице Ниамей, был отстранён от власти, и объявил о создании хунты. Сидя в окружении девяти других офицеров, одетых в военную форму, он сказал, что силы обороны и безопасности решили свергнуть правительство Базума «из-за ухудшения ситуации в области безопасности и плохого управления». Он также объявил о приостановке действия конституции страны, приостановлении работы государственных учреждений, временном закрытии границ страны и введении общенационального комендантского часа с 22:00 по 05:00 по местному времени до дальнейшего уведомления, предостерегая против иностранного вмешательства.
27 июля старший полковник Абдраман объявил по телевидению, что вся деятельность политических партий в стране должна быть приостановлена до дальнейшего уведомления. Руководство вооружённых сил Нигера выступило с заявлением, подписанным начальником штаба армии генералом Абду Сидику Иссой, в котором заявило о своей поддержке переворота, сославшись на необходимость «сохранить физическую неприкосновенность» президента и его семьи и избежать «смертоносной конфронтации»: это могло бы привести к кровопролитию и повлиять на безопасность населения».
10 августа хунта назначила новый кабинет министров во главе с гражданским премьер-министром Али Ламином Зейном.

## Состав

### Руководство
С 26 по 28 июля 2023 года считалось, что Национальный совет по охране Родины возглавлялся старшим полковником Амаду Абдараманом. Однако 28 июля командующий национальной гвардией генерал Абдурахман Тчиани провозгласил себя президентом совета в обращении на Теле Сахель. Он сказал, что переворот был предпринят, чтобы избежать «постепенной и неизбежной гибели» страны, и сказал, что Базум пытался скрыть «суровую реальность» страны, которую он назвал «кучей мёртвых, перемещённых лиц, унижений и разочарований». Он также раскритиковал правительственную стратегию безопасности за её предполагаемую неэффективность, но не назвал сроки возвращения к гражданскому правлению.

### Члены совета
- Бригадный генерал Абдурахман Тчиани — президент[14] НСОР и командующий президентской гвардией Нигера.
- Дивизионный генерал Салифу Моди — вице-президент[15] НСОР, посол в Объединённых Арабских Эмиратах и бывший начальник штаба вооружённых сил Нигера.
- Али Ламин Зейн — премьер-министр Нигера.
- Дивизионный генерал Абду Сидику Исса — начальник штаба вооружённых сил Нигера
- Бригадный генерал Мусса Салау Барму — бывший глава спецназа Нигера[16].
- Старший полковник Амаду Абдраман — пресс-секретарь НСОР.
- Генерал Мохамед Тумба — член совета.